# Antheraea calida
Antheraea calida är en fjärilsart som beskrevs av Butler 1881. Antheraea calida ingår i släktet Antheraea och familjen påfågelsspinnare. Inga underarter finns listade i Catalogue of Life.